# A páciens neve: Doktor House
A páciens neve: Doktor House Kovács Gusztáv teológus 2010-es tudományos könyve. Alapját a szerzőnek a Pécsi Püspöki Hittudományi Főiskolán tartott szemináriuma képezte. A bioetika szemüvegén keresztül vizsgálja a népszerű televíziós sorozatot. Kérdése, hogy vajon tanulhatunk-e valamit az emberről és az erkölcsről, ha elgondolkodunk a sorozat által felvetett provokatív kérdéseken? Az egyes epizódokat elemezve betekintést nyerhetünk az életet érintő legfontosabb etikai kérdésekbe, olyan témákon gondolkodhatunk, mint a szervátültetés, az abortusz, a genetika, vagy Isten léte.

## Külső hivatkozások
- Erkölcsi kérdések a népszerű sorozatokban[halott link] – MTV, Ma Reggel, 2010. december 19.
- Pécsi Püspöki Hittudományi Főiskola
- A teológust sem hagyja hidegen Doktor House – Bama.hu/Új Dunántúli Napló, 2010. december 12.
- Doktor House a teológián (Képmás, 2011. január)[halott link]

## További irodalom
- Bartusz-Dobosi László: "Sántító" bioetika? In: A Ciszterci Rend pécsi Nagy Lajos Gimnáziumának Évkönyve a 2010/2011. tanévről. Közli: Páva Péter igazgató. Pécs, 2011. 135-138.
- Nemes László: Bioetika a tévéből: Doktor House esete. Megjegyzések Kovács Gusztáv A páciens neve: Doktor House című könyvéről Archiválva 2016. március 6-i dátummal a Wayback Machine-ben